# Debrah Scarlett
Debrah Scarlett, egl. Joanna Deborah Bussinger (født 20. juli 1993 i Basel, Schweiz), er en norsk-schweizisk sangerinde, som har repræsenteret Norge i Eurovision Song Contest 2015 i Wien sammen med sangeren og musikeren Mørland og nummeret "A Monster Like Me".

## Biografi
Debrah Scarlett boede i Schweiz fra femårsalderen, men hun flyttede til Norge i efteråret 2014. Hun blev kendt i Norge, efter at hun i 2013 deltog i den norske udgave af talentprogrammet The Voice.. Den 14. marts 2015 vandt hun det norske Melodi Grand Prix sammen med sangeren og musikeren Mørland og nummeret "A Monster Like Me". De repræsenterede dermed Norge med dette nummer ved Eurovision Song Contest 2015 i Wien.